# Cycle des dieux
Le Cycle des dieux est une suite romanesque en trois volumes, écrite par Bernard Werber et faisant suite aux deux volumes du Cycle des anges, avec qui elle forme la Pentalogie du ciel. Les trois livres qui composent le Cycle des dieux sont : Nous les dieux (2004), Le Souffle des dieux (2005) et Le Mystère des dieux (2007), qui font donc suite aux Thanatonautes (1994) et à l'Empire des anges (2000).
Ce cycle narre essentiellement la suite des aventures du narrateur Michael Pinson, de son ami Raoul Razorbak et de son mentor Edmond Wells dans leur quête d'aller toujours plus loin dans l'évolution de leurs âmes (symbolisée par des chiffres, selon un procédé cher à Werber). Premier « cycle » de l'auteur à être directement lié à un autre, le Cycle des dieux fait apparaître (comme son prédécesseur mais en proportions bien plus importantes) des figures mythologiques (principalement des divinités olympiennes) et des personnages célèbres décédés (français pour la plupart).
Comme dans la plupart de ses romans, Bernard Werber utilise comme procédé d'écriture une alternance entre deux types de chapitres. Ici, d'une part, des articles informatifs tirés de l'Encyclopédie du savoir relatif et absolu et élargissant ou précisant les intrigues et, d'autre part, deux fils narratifs : celui de Pinson, le plus important, et celui du point de vue des peuples d'une planète fictive appelée Terre 18.

## Synopsis

### Synopsis de base
Après avoir été mortel (4 et 5) et ange (6), Michael Pinson évolue une nouvelle fois pour atteindre une autre forme d'élévation spirituelle, le 7 : l'élève-dieu. Il se retrouve sur l'île d'Aeden (équivalent du jardin d'Éden) où il ne tarde pas à retrouver ses amis Raoul Razorbak, Edmond Wells, Freddy Meyer et Marilyn Monroe. Tous les cinq, ainsi que 139 autres élèves-dieux (dont de nombreux personnages célèbres) pour la plupart français (certains autres étant présents par simple affiliation au pays, comme Monroe du fait qu'elle est en couple avec Freddy ou Mata Hari parce que la France fut le pays où elle passa les dernières années de sa vie et connu la célébrité) participent à un jeu organisé par les maîtres-dieux (dieux issus de la mythologie olympienne) et intitulé jeu d'Y. Les 144 candidats doivent tous agir en tant que dieu sur leurs peuples respectifs, s'affronter, s'allier au gré des puissances et des époques, tout ceci pour désigner finalement un ultime vainqueur. Par ailleurs très vite commencent des meurtres parmi les élèves, qui ne peuvent être perpétrés que par l'un d'entre eux !
Les intrigues des deux premiers tomes sont principalement divisés en deux phases : celle du point de vue des peuples de Terre 18 à travers duquel on observe l'évolution du jeu, et celui entre chaque partie de Michael Pinson qui raconte comment les personnages interagissent, les cours que leurs offrent différentes figures de la mythologie grecque sur la gestion de leur peuple et leur quête d'arriver au sommet de la montagne présente sur l'île pour découvrir le mystère qui s'y cache, tout en développant l'intrigue liée au tueur (appelé le déicide).

### Principe du jeu
Chacun des 144 élèves-dieux possède un peuple, à la base très réduit, et doit le faire survivre et évoluer. Tout le jeu prends place sur Terre 18. Il s'agit d'une vraie planète peuplée de véritables humains mortels dotés eux aussi d'âmes.
Chaque jour les élèves assistent à un cours d'un maître-dieu (issu de la mythologie grecque) qui leur enseigne des notions sur la gestion des peuples et les conseille sur les situations qui les attendent. À la fin d'un temps donné le jeu s'arrête, et des élèves sont éliminés : le plus souvent par la mort ou la défaite totale de leur peuple, bien que quand cela n'est pas arrivé le maître-dieu désigne ceux dont les peuples sont les moins performants. Les perdants sont alors emportés par des centaures sans qu'il soit précisé aux autres élèves ce qu'il advient d'eux (leur sort est révélé par la suite).
Il apparait vite dans le jeu que chaque élève a le choix entre trois formes de stratégies seulement, correspondant aux initiales de l'ADN : la force d'Association (stratégie pacifique, agissant par alliances visant à renforcer les deux peuples), la force de Destruction (axée sur l'hostilité à l'encontre des autres peuples et la conquête pour assimiler leurs biens et connaissances) et la force Neutre (juste milieu entre les deux, s'adaptant aux situations et aux forces et faiblesses des peuples voisins plutôt que de garder une doctrine continuelle).
Au départ de Nous les dieux les hommes de Terre 18 sont encore à un stade préhistorique mais au fil du temps évolueront jusqu'à en arriver finalement au niveau technologique actuel de notre monde (appelé ici Terre 1, celle qui servit de modèle à toutes les autres). Ainsi les tactiques, les stratégies et les enjeux de chaque action ou philosophie culturelle de chaque peuple aura des conséquences différentes au fil de l'histoire, et les choix effectués à un stade peu avancé du jeu peuvent avoir d'importantes conséquences dans le futur.

### Figures mythologiques
Dans la cité d'Aeden habitent des maîtres-dieux. Lors de chacun des six jours par semaine où se déroule le jeu, les élèves-dieux assistent à un cours de l'une de ces divinités. Il y a au total douze dieux instructeurs mais aussi certains autres, on trouve : Chronos (dieu du temps), Héphaïstos (forge), Poséidon (mer), Arès (guerre), Hermès (voyages), Déméter (agriculture), Aphrodite (amour), Hermaphrodite, Hestia (foyer), Apollon (arts), Artémis (chasse), Dionysos (fête ; il est en réalité le dieu des ambiguïtés) ou Athéna (sagesse).
On trouve également le titan Atlas, chargé de porter la représentation de Terre 18 (la vraie planète se trouvant ailleurs, sa réplique leur permettant cependant d'agir directement dessus). Si Aphrodite aura un rôle prédominant dans l'histoire (et notamment dans le dernier livre), trois dieux se distinguent particulièrement des autres : Héra, déesse de la famille et Hadès, dieu des enfers, habitent sur la montagne surplombant la cité et non pas à l'intérieur et ne rencontrent que rarement les élèves dieux. Enfin, Zeus est considéré supérieur à tous les autres dieux puisqu'il ne vit pas avec ses congénères, qui voient en lui leur supérieur bien qu'il ne leur apparaisse que rarement. Michael et ses amis tentent continuellement d'escalader la montagne dans le but de le rencontrer, bien qu'ils ignorent s'il s'y trouve réellement : ils veulent le rencontrer car ils voient en lui l'être de niveau 8, le créateur de l'univers.
Bien que ce soit surtout les dieux que croisent les personnages, le groupe de Michael rencontre à de multiples reprises d'autres créatures fantastiques : en Aeden vivent entre autres des centaures, des griffons, des sirènes, des satyres. Ils en viendront également à rencontrer d'autres personnages mythologiques tels que les Heures, les Muses, des cyclopes, Sisyphe, Héraklès, Prométhée, Hermaphrodite, Cupidon, le Sphinx, Œdipe, Orphée, Pan ou Perséphone.

## Élèves dieux
Le Cycle des Dieux met en scène de nombreux personnages qui s'affrontent, et un grand nombre d'entre eux sont des personnalités connues (avec d'autres inventées par l'auteur en plus des personnages principaux), qui, comme le groupe de Michael, étaient des âmes supérieurement élevées qui ont réussi à s'élever au niveau d'élèves-dieux. Un certain nombre de peuples sont des représentations par l'auteur de civilisations réelles passées (comme la France avec Édith Piaf ou l'Allemagne nazie pour Xavier Dupuis) ou mythiques (les Amazones pour Marilyn Monroe), ou encore des combinaisons (l'Atlantide et une représentation du peuple juif pour Michael Pinson).
Chaque peuple est assimilé à un animal, chaque dieu en ayant choisi un pour le représenter symboliquement aux yeux de son peuple. Ceci est une liste non exhaustive, tous les élèves n'étant pas cités :
-* = personnage fictif n'ayant jamais existé
| Élève dieu            | Peuple               |
| --------------------- | -------------------- |
| Clément Ader          | Hommes-scarabées     |
| Bruno Ballard*        | Hommes-faucons       |
| Sarah Bernhardt       | Hommes-chevaux       |
| Béatrice Chaffanoux*  | Hommes-tortues       |
| Camille Claudel       | Hommes-oursins       |
| Georges Clemenceau    | Hommes-cerfs         |
| Marie Curie           | Hommes-iguanes       |
| Xavier Dupuis*        | Hommes-requins       |
| Gustave Eiffel        | Hommes-termites      |
| Paul Gauguin          | Hommes-cigales       |
| Mata Hari             | Hommes-loups         |
| Victor Hugo           | Hommes-ours          |
| Gustave Flaubert      | Hommes-bisons        |
| Jean de La Fontaine   | Hommes-mouettes      |
| Toulouse-Lautrec      | Hommes-chèvres       |
| Jean-Paul Lowendal*   | Hommes-hannetons     |
| Charles Mallet*       | Hommes-chauve-souris |
| Françoise Mancuso*    | Hommes-chiens        |
| Sandrine Maréchal*    | Hommes-marmottes     |
| Henri Matisse         | Hommes-paons         |
| Georges Méliès        | Hommes-tigres        |
| Freddy Meyer*         | Hommes-baleines      |
| Étienne Montgolfier   | Hommes-lions         |
| Marilyn Monroe        | Hommes-guêpes        |
| Nadar                 | Hommes-chauve-souris |
| Édith Piaf            | Hommes-coqs          |
| Michael Pinson*       | Hommes-dauphins      |
| Joseph Proudon        | Hommes-rats          |
| François Rabelais     | Hommes-cochons       |
| Raoul Razorback*      | Hommes-aigles        |
| Auguste Rodin         | Hommes-taureaux      |
| Jean-Jacques Rousseau | Hommes-dindons       |
| Erik Satie            | Hommes-rossignols    |
| Simone Signoret       | Hommes-hérons        |
| Richard Silbert*      | Hommes-antilopes     |
| Voltaire              | Hommes-marmottes     |
| Edmond Wells*         | Hommes-fourmis       |

## Jeu vidéo annulé
Les trois romans du Cycle des dieux devaient être adaptés en un jeu vidéo de stratégie en temps réel semblable à Age of Empires et nommé Nous les dieux, mais le projet semble abandonné.